# Referendo alemão de 1933
Um referendo sobre a retirada da Liga das Nações foi realizado na Alemanha em 12 de novembro de 1933, juntamente com as eleições do Reichstag. A medida foi aprovada por 95,1% dos eleitores com uma participação de 96,3%. Foi o primeiro de uma série de referendos realizados pelo gabinete alemão sob o chanceler Adolf Hitler, depois que o gabinete conferiu a si mesmo a capacidade de realizar referendos em 14 de julho de 1933.
A questão do referendo estava em uma cédula separada daquela usada para as eleições. A pergunta era: "Você aprova, homem alemão, e você, mulher alemã, esta política de seu governo nacional, e você está disposta a declarar como a expressão de sua própria opinião e sua própria vontade e professá-la solenemente?" (Alemão: Billigst Du, Deutscher Mann, und Du, Deutsche Frau, diese Politik Deiner Reichsregierung, und bist Du bereit, sie als den Ausdruck Deiner eigenen Auffassung und Deines eigenen Willens zu erklären und Dich feierlich zu ihr zu bekennen?)

## Resultados
| Escolha                            | votos      | %    |
| ---------------------------------- | ---------- | ---- |
| A favor                            | 40 633 852 | 95,1 |
| Contra                             | 2 101 207  | 4,9  |
| Votos inválidos/em branco          | 757 676    | –    |
| Total                              | 43 492 735 | 100  |
| Eleitores registrados/participação | 45 178 701 | 96,3 |
| Fonte: Nohlen & Stöver             |            |      |